# Águias de Ouro
Real Academia Águias de Ouro é uma escola de samba de Sapucaia do Sul, Rio Grande do Sul. Foi fundada em 9 de abril de 2000. Suas cores são o azul, o branco e o amarelo. Seu símbolo são duas águias de frente para outra, pousadas no centro de uma figueira e em cima da figueira uma coroa real.

## Enredos
| Ano                          | Colocação   | Grupo | Enredo | Ref.              |
| ---------------------------- | ----------- | ----- | --- | ----------------- |
| 2007                         | 3º lugar    | Único | O vôo da águia no céu de Pindorama.                                                                                      | [ 2 ] [ 3 ]       |
| 2008                         | Campeã      | Único | | [ 4 ]             |
| 2009                         | Campeã      | Único | No Rufar dos Tambores o Apogeu do Theatro São Pedro.                                                                     | [ 1 ] [ 4 ]       |
| 2010                         | Vice-campeã | Único | Do sonho mitológico ao sonho do carnaval – A Águias de Ouro sonha alto na Avenida.                                       | [ 5 ] [ 6 ]       |
| 2011                         | Campeã      | Único | Águias de Ouro faz a festa e comemora: Sapucaia do Sul 50 anos de glória.                                                | [ 7 ] [ 8 ] [ 9 ] |
| 2012                         | Campeã      | Único | Tecnologia é fundamental: os desafios do homem em busca do equilíbrio entre novas tecnologias e a preservação do planeta | [ 10 ] [ 11 ]     |
| 2013                         | Campeã      | Único | Águias de Ouro mergulha no fantástico reino da literatura.                                                               | [ 12 ] [ 13 ]     |
| 2014                         | Campeã      | Único | A Real Academia Águias de Ouro transforma a avenida em picadeiro e convida a todos para um grande espetáculo: o circo!   | [ 14 ] [ 15 ]     |
| Sem desfile oficial em 2015. |             |       | |                   |

## Títulos
- Campeã de Sapucaia do Sul: 2008, 2009, 2011, 2012, 2013, 2014

## Prêmios
Estandarte de Ouro
- 2011: Melhor tema enredo, carro alegórico, ala, ala das baianas, diretor de carnaval, presidente e carnavalesco.[9]
- 2012: Melhor bateria, harmonia, tema enredo, carro alegórico, mestre-sala e porta-bandeira, comissão-de-frente, ala, ala das baianas, samba enredo, carnavalesco, presidente e escola.[11]